# خريل
خريل هي قرية في مقاطعة كليبر، إيران. عدد سكان هذه القرية هو 96 في سنة 2006.